# 가야트리

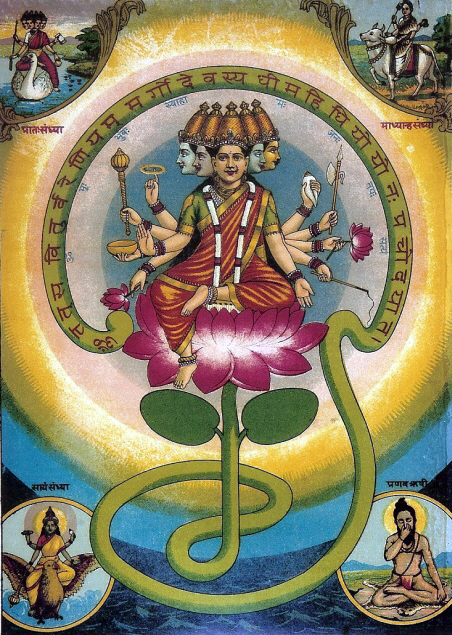
가야트리: 라자 라비 바르마(Raja Ravi Varma) 작. 위 그림에서 가야트리는 연꽃 위에 앉아 있으며 다섯 머리와 다섯 쌍의 팔을 가진 것으로 나타나 있는데, 다섯 머리는 4종의 베다와 전지전능한 신을 상징한다

가야트리(산스크리트어: गायत्री)는 힌두교의 학문과 지식의 여신이며 브라흐마의 배우자 여신들 중 하나이다. 산스크리트어 가야트리(gāyatrī)는 노래 또는 찬가를 뜻하는 가야트라(gāyatra)의 여성형이다.

## 개요
가야트리는 원래 태양에게 바치는 베다 만트라인 가야트리 만트라(Gayatri Mantra)가 의인화 · 인격화된 여신이다. 가야트리 만트라는 일부 힌두인들이 가장 중요한 베다 만트라라고 여기는 만트라이다. 가야트리는 모든 베다의 어머니라는 뜻의 베다 마타(Veda Mata)라고 여겨지며 또한 모든 현상의 배후에 있는 불변의 궁극적 실재인 전편만(全遍滿)의 파라브라만(Para-brahmaṇ) 또는 브라만(Brahman)이 의인화 · 인격화된 여신이라고도 여겨진다. 때문에 힌두교 경전들에서는 가야트리는 브라흐마이며 비슈누이며 시바이며 베다라고도 말한다. 후대에 가야트리는 브라흐마의 부인들 중 하나로 여겨졌다.

## 같이 보기
- 가야트리 만트라
- 사라스바티
- 가이아